# フォンタナフレッダ
フォンタナフレッダ（伊: Fontanafredda）は、イタリア共和国フリウリ＝ヴェネツィア・ジュリア州ポルデノーネ県にある、人口約13,000人の基礎自治体（コムーネ）。

## 地理

### 位置・広がり

#### 隣接コムーネ
隣接するコムーネは以下の通り。
- アヴィアーノ
- ブルニェーラ
- ブドーイア
- カーネヴァ
- ポルチェニーゴ
- ポルチャ
- ロヴェレード・イン・ピアーノ
- サチーレ

### 気候分類・地震分類
フォンタナフレッダにおけるイタリアの気候分類 (it) および度日は、zona E, 2367 GGである。
また、イタリアの地震リスク階級 (it) では、zona 2 (sismicità media) に分類される。

## 行政

### 分離集落
フォンタナフレッダには、以下の分離集落（フラツィオーネ）がある。
- Vigonovo, Ceolini, Camolli-Casut, Forcate, Ronche, Talmasson, Romano, Ranzano, Nave, Pieve, Villadolt

## 姉妹都市
- Saint-Jean、フランス